# Isabella av Frankrike
Isabella av Frankrike, Isabelle de Capet, född 1295 i Paris, död 22 augusti 1358, känd som Varginnan från Frankrike (She-Wolf of France), var drottning av England 1308-1327, gift med Edvard II av England. Hon var Englands regent som sonens förmyndare mellan 1327 och 1330.

## Biografi

### Bakgrund
Isabella var dotter till Filip IV av Frankrike och Johanna I av Navarra, och syster till tre franska kungar. Äktenskapet med Edvard II av England hade arrangerats då hon bara var ett spädbarn. Det hade varit under förhandling under åtskilliga år. Dess politiska syfte var att lösa de konflikter mellan de båda länderna som hade uppstått kring Englands egendomar på kontinenten, nämligen Gascogne men även kring engelska anspråk på Anjou och Normandie såväl som stora delar av Akvitanien. Påven Bonifatius VIII hade krävt äktenskapet så tidigt som 1298. Under de följande åren kom det att bli en massa mygel kring de exakta kraven i äktenskapskontraktet, och den engelske kungen försökte vid flera tillfällen bryta upp avtalet. Först efter Edvard I:s död 1307 ägde bröllopet rum. 

### Äktenskap
Hennes brudgum, den nye kungen Edvard II, såg ut som den perfekte Plantagenetkungen. Han var lång och atletisk och mycket populär under början av sin regeringstid. Hon gifte sig med Edvard i Boulogne-sur-Mer 25 januari 1308. Hon kröntes följande år, men hon titulerades aldrig prinsessa av Wales. 
Då hon gifte sig var hon omkring tolv år och beskrevs av Geoffrey av Paris som "skönheternas skönhet...i riket om inte i hela Europa." Detta var kanske inte bara krönikörens artighet, då Isabellas far och bror även var mycket stiliga. Trots hennes ungdom och skönhet ägnade kung Edvard sin brud mycket litet intresse och gav hennes bröllopsgåvor till sin gunstling Piers Gaveston. 
Trots Edvards homosexualitet (kanske bisexualitet), fick han och Isabella fyra barn och hon fick minst ett missfall. Edvards och Isabellas resplaner visar även att de var tillsammans nio månader före alla av deras fyra överlevande barns födelse. 
Trots att Isabella fick fyra barn, ansågs kungen vara homosexuell och ägnade sig åt att befordra manliga gunstlingar såsom Piers Gaveston och Hugh Despenser den yngre. Han försummade Isabella, en gång övergav han även henne i en farlig situation i Skottland, vid Tynemouth. Hon undkom precis Robert Bruces armé och flydde längs kusten tills hon nådde engelsk mark. Isabella föraktade kungens gunstling, Hugh Despenser den yngre, och 1321, då hon var gravid med sitt yngsta barn bad hon dramatiskt Edvard att landsförvisa Despenser från riket. Despenser förvisades men Edvard återkallade honom senare samma år, en handling som tycks ha fått Isabella att vända sig emot honom helt. Hon kan ha hjälpt Roger Mortimer fly från Towern 1323. 

### Exil
Då hennes bror, kung Karl IV av Frankrike erövrat Edvards franska egendomar 1325, återvände hon till Frankrike och samlade ihop en armé mot Edvard tillsammans med Roger Mortimer, som blivit hennes älskare. Detta gjorde Edvard ursinnig och han krävde att Isabella skulle komma tillbaka till England. Hennes bror, kung Karl, replikerade, "Drottningen har kommit av fri vilja och är fri att återvända om hon så önskar. Men om hon föredrar att stanna här vägrar jag att utvisa henne, hon är min syster." 

### Regent
Isabella och Mortimer lämnade det franska hovet sommaren 1326 och reste till greve Vilhelm III av Hainaut och Holland, vars hustru var Isabellas kusin och själv var han Edvard I:s systerson. Han bistod dem med åtta krigsfartyg i utbyte mot ett äktenskapskontrakt mellan hans dotter Filippa och Isabellas son Edvard. 21 september 1326 landsteg Isabella och Mortimer i Suffolk med sin legosoldatsarme. Kung Edvard satte ett pris på deras huvuden och bar även en kniv i sina hosor med vilken han ville döda hustrun och sade att om han inte hade något vapen skulle han använda sina tänder för att bita ihjäl henne. 
Kung Edvards få allierade övergav honom; Despensers dödades, och Edvard själv tillfångatogs och tvingades abdikera till sin äldste son Edvard III:s fördel. Då den unge kungen bara var fjorton år då han kröntes 25 januari 1327 styrde Isabella och Mortimer som förmyndare i hans ställe. 
Isabella och Mortimer intrigerade för att mörda den avsatte kungen, utan att kasta skuld över dem själva och sände den berömda ordern "Edwardum occidere nolite timere bonum est", vilken beroende på var kommat skulle vara antingen kunde betyda "Frukta ej att mörda Edvard, det är bra" eller "Mörda inte Edvard, fruktan är bra".

### Senare liv
Då Edvard III blev myndig, kom han ihåg deras illojalitet och de tillfångatogs och trots att Isabella grät och bönföll sonen att skona Mortimer avrättades han för förräderi. Edvard skonade dock modern på villkoret att hon lämnade hovet och drog sig tillbaka till Castle Rising i Norfolk. Hon blev inte, som legenden säger, galen utan drog sig tillbaka. Hon fick dock besöka Edvards hov för att träffa sina barnbarn. Hon blev nunna hos klarissorna före sin död 22 augusti 1358, och hennes kropp forslades till London för begravning i den fransciskanska kyrkan i Newgate. Hon begravdes i sin brudklänning, med Edvards hjärta. 

## Barn
1. Edvard, född 1312
2. John, född 1316
3. Eleanor, född 1318, g.m Reinoud II av Guelders
4. Joan, född 1321, g.m David II av Skottland

## Antavla
|                          |  |  |  |  |  |  |  |                                   |  |  |  |  |  |  |  |                                |  |  |  |  |  |  |  | 8. Kung Ludvig IX av Frankrike |
|                          |  |  |  |  |  |  |  |                                   |  |  |  |  |  |  |  |                                |  |  |  |  |  |  |  |                                |
|                          |  |  |  |  |  |  |  |                                   |  |  |  |  |  |  |  | 4. Kung Filip III av Frankrike |  |  |  |  |  |  |  |                                |
|                          |  |  |  |  |  |  |  |                                   |  |  |  |  |  |  |  |                                |  |  |  |  |  |  |  |                                |
|                          |  |  |  |  |  |  |  |                                   |  |  |  |  |  |  |  |                                |  |  |  |  |  |  |  | 9. Margareta av Provence       |
|                          |  |  |  |  |  |  |  |                                   |  |  |  |  |  |  |  |                                |  |  |  |  |  |  |  |                                |
|                          |  |  |  |  |  |  |  | 2. Kung Filip IV av Frankrike     |  |  |  |  |  |  |  |                                |  |  |  |  |  |  |  |                                |
|                          |  |  |  |  |  |  |  |                                   |  |  |  |  |  |  |  |                                |  |  |  |  |  |  |  |                                |
|                          |  |  |  |  |  |  |  |                                   |  |  |  |  |  |  |  |                                |  |  |  |  |  |  |  | 10. Kung Jakob I av Aragonien  |
|                          |  |  |  |  |  |  |  |                                   |  |  |  |  |  |  |  |                                |  |  |  |  |  |  |  |                                |
|                          |  |  |  |  |  |  |  |                                   |  |  |  |  |  |  |  | 5. Isabella av Aragonien       |  |  |  |  |  |  |  |                                |
|                          |  |  |  |  |  |  |  |                                   |  |  |  |  |  |  |  |                                |  |  |  |  |  |  |  |                                |
|                          |  |  |  |  |  |  |  |                                   |  |  |  |  |  |  |  |                                |  |  |  |  |  |  |  | 11. Violanta av Ungern         |
|                          |  |  |  |  |  |  |  |                                   |  |  |  |  |  |  |  |                                |  |  |  |  |  |  |  |                                |
| 1. Isabella av Frankrike |  |  |  |  |  |  |  |                                   |  |  |  |  |  |  |  |                                |  |  |  |  |  |  |  |                                |
|                          |  |  |  |  |  |  |  |                                   |  |  |  |  |  |  |  |                                |  |  |  |  |  |  |  | 12. Kung Thibaut I av Navarra  |
|                          |  |  |  |  |  |  |  |                                   |  |  |  |  |  |  |  |                                |  |  |  |  |  |  |  |                                |
|                          |  |  |  |  |  |  |  |                                   |  |  |  |  |  |  |  | 6. Kung Henrik I av Navarra    |  |  |  |  |  |  |  |                                |
|                          |  |  |  |  |  |  |  |                                   |  |  |  |  |  |  |  |                                |  |  |  |  |  |  |  |                                |
|                          |  |  |  |  |  |  |  |                                   |  |  |  |  |  |  |  |                                |  |  |  |  |  |  |  | 13. Margareta av Bourbon       |
|                          |  |  |  |  |  |  |  |                                   |  |  |  |  |  |  |  |                                |  |  |  |  |  |  |  |                                |
|                          |  |  |  |  |  |  |  | 3. Drottning Johanna I av Navarra |  |  |  |  |  |  |  |                                |  |  |  |  |  |  |  |                                |
|                          |  |  |  |  |  |  |  |                                   |  |  |  |  |  |  |  |                                |  |  |  |  |  |  |  |                                |
|                          |  |  |  |  |  |  |  |                                   |  |  |  |  |  |  |  |                                |  |  |  |  |  |  |  | 14. Robert I av Artois         |
|                          |  |  |  |  |  |  |  |                                   |  |  |  |  |  |  |  |                                |  |  |  |  |  |  |  |                                |
|                          |  |  |  |  |  |  |  |                                   |  |  |  |  |  |  |  | 7. Blanka av Artois            |  |  |  |  |  |  |  |                                |
|                          |  |  |  |  |  |  |  |                                   |  |  |  |  |  |  |  |                                |  |  |  |  |  |  |  |                                |
|                          |  |  |  |  |  |  |  |                                   |  |  |  |  |  |  |  |                                |  |  |  |  |  |  |  | 15. Matilda av Brabant         |
|                          |  |  |  |  |  |  |  |                                   |  |  |  |  |  |  |  |                                |  |  |  |  |  |  |  |                                |

## Isabella i fiktion och populärkultur
Drottning Isabella har en viktig roll i Christopher Marlowes pjäs Edvard II, och i Derek Jarman film från 1991, som baserades på pjäsen. Tilda Swinton spelade Isabella i denna version.
I filmen Braveheart, som regisserades av Mel Gibson, hade drottning Isabella en betydande roll, spelad av den franska skådespelerskan Sophie Marceau. I filmen har Isabella en romantisk affär med den skotske hjälten William Wallace. Detta är helt uppdiktat eftersom det inte finns några som helst tecken som tyder på att dessa personer någonsin träffades. Wallace avrättades 1305, vid den tidpunkten var Isabella ännu inte gift och hade därmed ingenting med norra Britannien att göra (för att inte nämna att hon inte var i närheten av Skottland vid den tidpunkten). Då Wallace dog var Isabella tio år och det är föga troligt att tänka sig någon romantisk eller sexuell förbindelse med henne vid den åldern. Alla av Isabellas barn föddes många år efter Wallaces död.